# Sacy-le-Petit
Sacy-le-Petit é uma comuna francesa na região administrativa de Altos da França, no departamento de Oise. Estende-se por uma área de 7,45 km². Em 2010 a comuna tinha 580 habitantes (densidade: 77,9 hab./km²).